# Kis generáció
A Kis generáció az Első Emelet együttes hetedik nagylemeze, mely 1990-ben jelent meg a Proton kiadó gondozásában. Ez volt a zenekar utolsó stúdióalbuma.

## Az album dalai
1. Kis generáció
2. Lány a villamoson
3. Szombat esti gáz
4. Túl a kölyök-időn
5. Hazudd, hogy fáj!
6. Szerelem angyala
7. Nyomd meg a gombot
8. A gondolkodó
9. Adj fel egy hirdetést
10. Magány rádió

## Közreműködik
- Ének: Patkó Béla
- Billentyű, vokál: Berkes Gábor
- Gitár, billentyű, vokál: Bogdán Csaba
- Basszusgitár, gitár, vokál: Kisszabó Gábor
- Dob: Szörényi Örs
- Szaxofon: Muck Ferenc (5, 9)
- Vokál: Keresztes Ildikó (5, 9); Demeter György (5, 9)
- Dalszöveg: Geszti Péter

## Toplista
| Toplista (1990)                        | Helyezés |
| -------------------------------------- | -------- |
| MAHASZ Top 40 album- és válogatáslemez | 9        |